# Canutita
La canutita és un mineral de la classe dels fosfats, que pertany al grup de l'alluaudita. Rep el nom en honor de Claudio Canut de Bon Urrutia (nascut el 1937), enginyer de mines xilè i professor titular de Geologia i Mineralogia a la Universitat La Serena durant 30 anys.

## Característiques
La canutita és un arsenat de fórmula química NaMn₃[AsO₄][AsO₃(OH)]₂. Va ser aprovada com a espècie vàlida per l'Associació Mineralògica Internacional l'any 2013, sent publicada per primera vegada el 2014. Cristal·litza en el sistema monoclínic. La seva duresa a l'escala de Mohs és 2,5. És una espècie isostructural amb l'O'Danielita. És també l'anàleg de Mn3 de la magnesiocanutita.
Els exemplars que van servir per a determinar l'espècie, el que es coneix com a material tipus, es troben conservats a les col·leccions mineralògiques del Museu d'Història Natural del Comtat de Los Angeles, a Los Angeles (Califòrnia) amb els números de catàleg: 64065 i 64098.

## Formació i jaciments
Va ser descoberta a la mina Torrecillas, situada a la localitat de Salar Grande, a la província xilena d'Iquique (Tarapacá, Xile). Es tracta de l'únic indret de tot el planeta on ha estat descrita aquesta espècie mineral.